# Sågvalltjärnen
Sågvalltjärnen är en sjö i Åre kommun i Jämtland och ingår i Nean-Vapstälvens kustområde. Sjön har en area på 0,125 kvadratkilometer och ligger 469 meter över havet. Sågvalltjärnen ligger i Skäckerfjällen Natura 2000-område.

## Delavrinningsområde
Sågvalltjärnen ingår i det delavrinningsområde (707947-133777) som SMHI kallar för Utloppet av Sågvalltjärnen. Medelhöjden är 532 meter över havet och ytan är 3,07 kvadratkilometer. Det finns inga avrinningsområden uppströms utan avrinningsområdet är högsta punkten. Vattendraget som avvattnar avrinningsområdet har biflödesordning 2, vilket innebär att vattnet flödar genom totalt 2 vattendrag innan det når havet efter 14 kilometer. Avrinningsområdet består mestadels av skog (80 procent) och sankmarker (12 procent). Avrinningsområdet har 0,19 kvadratkilometer vattenytor vilket ger det en sjöprocent på 6,1 procent.